# ハルパギア溝

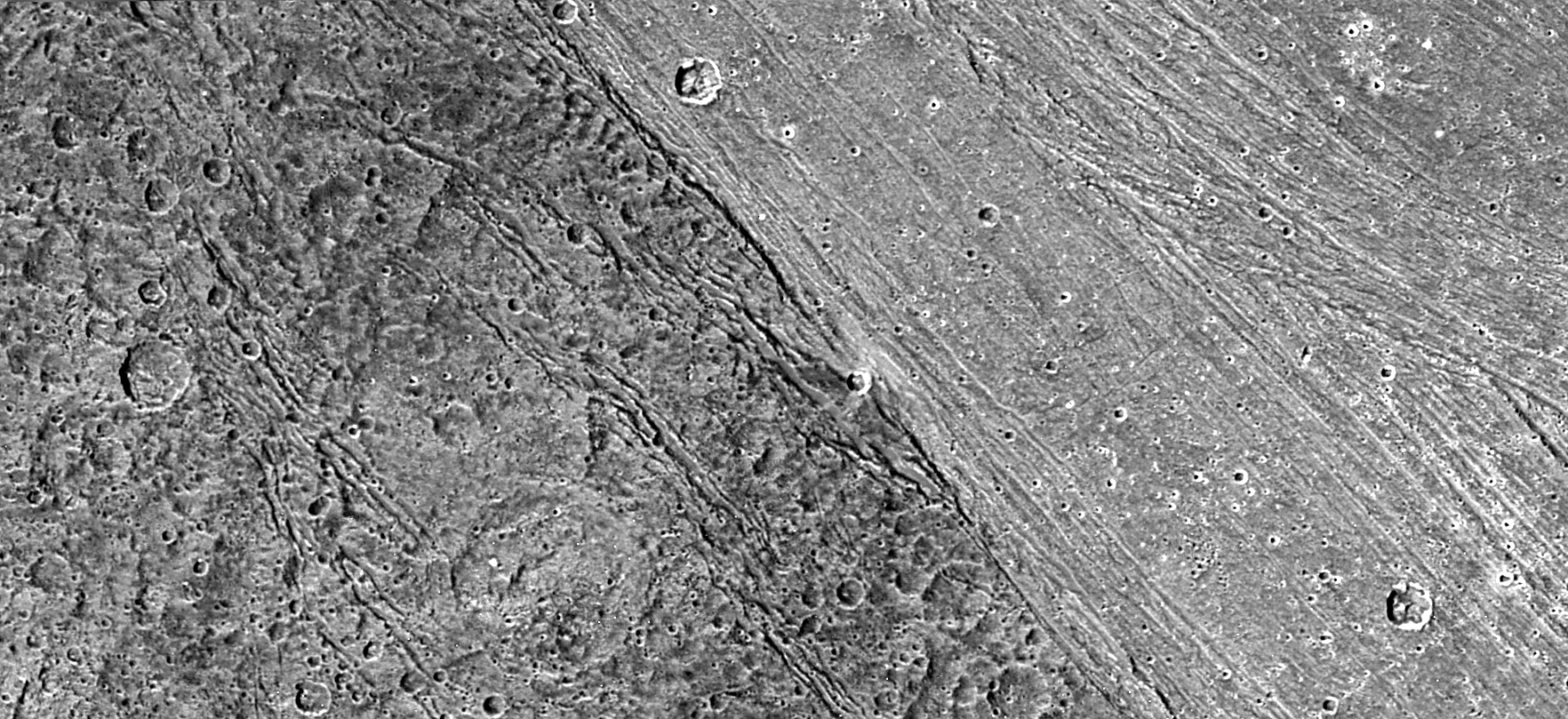
明るいハルパギア溝(右)と暗いニコルソン地域(左)

ハルパギア溝（ハルパギアこう、英: Harpagia Sulcus）は、木星の衛星ガニメデのニコルソン地域の端に位置する、明るい溝。
長さ1,400km、名前はガニュメーデースがさらわれた場所であるハルパギアに由来する。